# Uvulopalatofaryngoplastiek

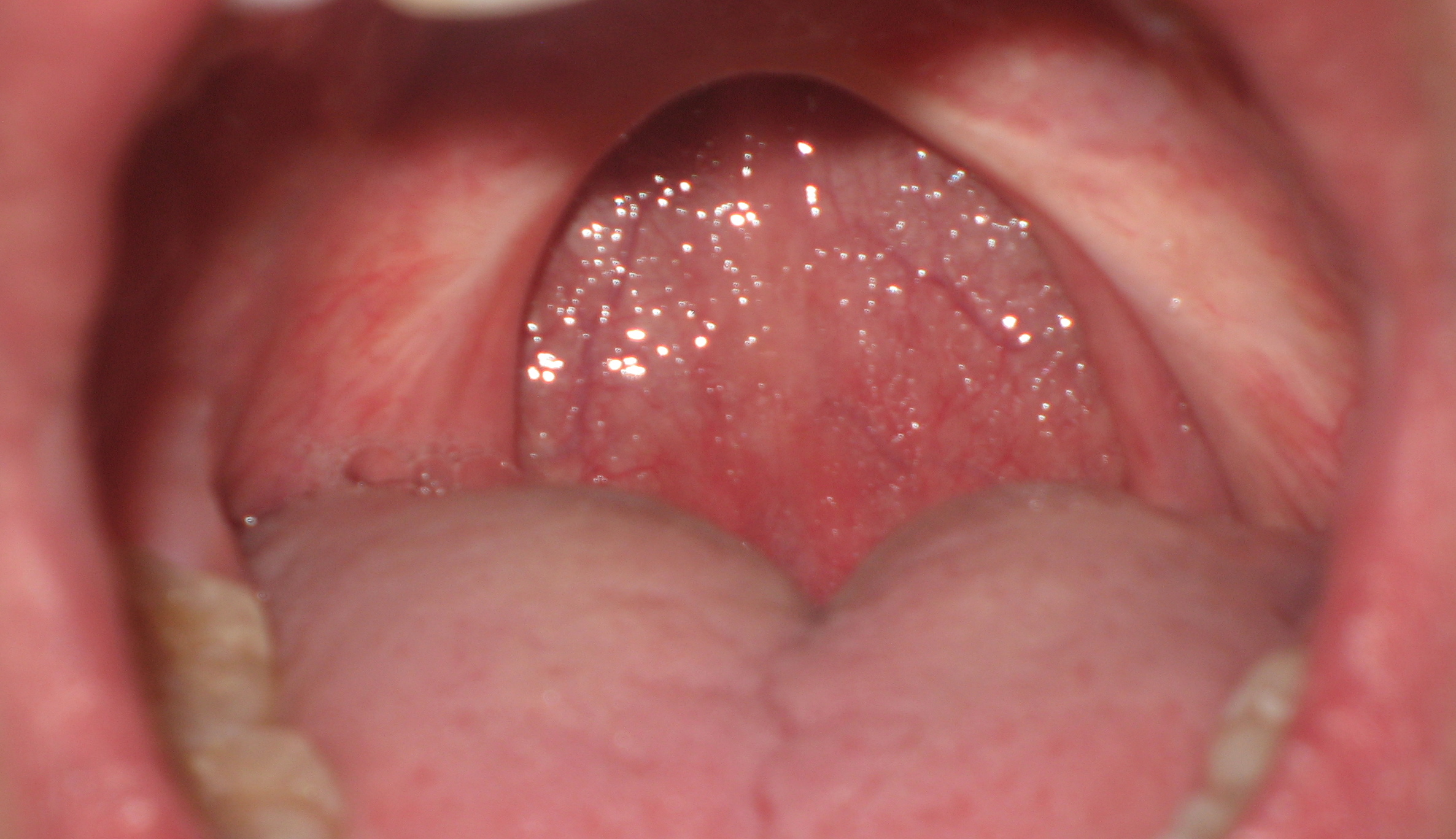
Persoon bij wie 8 jaar eerder uvulopalatofaryngoplastiek werd toegepast. Zowel de huig als de beide amandelen zijn verwijderd.

Uvulopalatofaryngoplastiek of uvulopalatofaryngoplastie (Engels: uvulopalatopharyngoplasty (UPPP)) is een chirurgische ingreep binnen de otorinolaryngologie waarbij weefsels uit de keel worden verwijderd. Het gaat daarbij in het bijzonder om een of meer van de volgende lichaamsdelen:
- de huig
- het zachte gehemelte
- de keelamandelen
- de neusamandelen
- de farynx

## Toepassing
Uvulopalatofaryngoplastie wordt met name toegepast bij mensen die chronisch last hebben van snurkproblemen en/of een slaapapneu. Deze problemen worden in de regel veroorzaakt doordat zachte weefsels tijdens de slaap de luchtwegen blokkeren. Uvulopalatofaryngoplastie gebeurt in dit geval volgens het zogeheten Stanford-protocol: eerst wordt geprobeerd het probleem te verhelpen door minder ingrijpende orthognatische ingrepen - zoals het naar voren trekken van de tong en de boven- en onderkaak - toe te passen. Wanneer dit niet voldoende helpt, kan worden overgegaan tot het verwijderen van de zachte weefsels.
Uvulopalatofaryngoplastie blijkt vooral effectief wanneer het wordt gecombineerd met de eerstgenoemde ingreep, die ook wel bekend is als maxillomandibulaire osteotomie. Over het algemeen blijkt deze procedure redelijk goed te werken. Wanneer slechts een van beide ingrepen wordt toegepast, is het effect doorgaans gering. Met name mensen met ernstige obesitas hebben weinig baat bij uitsluitend een uvulopalatofaryngoplastische ingreep. Daarnaast is het gevaar van bijkomende complicaties, zoals bloeding, zwelling en problemen bij het slikken, in dit geval groter.
In een enkel geval waarbij uitsluitend uvulopalatofaryngoplastie was toegepast bleek achteraf dat deze ingreep de ademhalingsproblemen in plaats van verholpen juist verergerd had.

## Verwante begrippen
- Uvulopalatoplastie is uvulopalatofaryngoplastie met behulp van een laser.
- Velofaryngoplastiek is een verwante ingreep, waarbij alleen een deel van het zachte gehemelte wordt verwijderd.